# Rob Bresnahan
Robert Paul Bresnahan Jr., detto Rob (Kingston, 22 aprile 1990), è un politico statunitense, membro della Camera dei Rappresentanti per lo stato della Pennsylvania dal 2025.

## Biografia
Nato in Pennsylvania, Rob Bresnahan crebbe nel Wyoming. Studiò presso la University of Scranton, dove fu capitano della squadra di golf.
All'età di diciannove anni, Bresnahan divenne il direttore finanziario dell'azienda di suo nonno, la Kuharchik Construction a Exeter. Dopo essersi laureato, assunse la carica di amministratore delegato e presidente.
Divenne inoltre proprietario di RPB Ventures, una società di sviluppo immobiliare attiva nell'area di Pittston.
Entrato in politica con il Partito Repubblicano, nel 2023 Rob Bresnahan annunciò la propria candidatura alla Camera dei Rappresentanti in vista delle elezioni parlamentari del 2024.
Durante la campagna elettorale, ottenne il sostegno dei sindacati e sfruttò i suoi legami sindacali per presentarsi come candidato bipartisan.
Si aggiudicò le primarie senza opposizione da parte di altri candidati e affrontò nelle elezioni generali il deputato democratico in carica da dodici anni Matt Cartwright. La competizione fu molto combattuta e alla fine Bresnahan sconfisse il deputato uscente con il 50,8% dei voti.
Rob Bresnahan affermò di aver vinto le elezioni per aver parlato di temi vicini alle problematiche dei cittadini, come l'economia. Divenne inoltre uno dei più giovani membri del Congresso.